# Atletica leggera ai Giochi della XXXIII Olimpiade
Ai Giochi della XXXIII Olimpiade di Parigi sono stati assegnati 48 titoli in gare di atletica leggera, di cui 23 maschili, 23 femminili e due in gare miste. Le competizioni si sono disputate dall’1 all'11 agosto 2024 allo Stade de France, ad eccezione della marcia che si è svolta al Pont d'Iéna e della maratona, che ha avuto partenza all'Hôtel de Ville.
|  | L'atletica leggera ai Giochi della XXXIII Olimpiade - Durata del programma: 1º agosto - 11 agosto 2024 - Nazioni partecipanti: - Numero di atleti iscritti: 1810 (905 uomini + 905 donne) - Sede delle gare: - gare su pista e concorsi: Stade de France di Parigi - gare su strada: Pont d'Iéna e Hôtel de Ville di Parigi - Nell'atletica maschile: - Nell'atletica femminile: 2 - Programma: viene esclusa la 50 km di marcia maschile, sostituita dalla Maratona di marcia a staffetta mista |

## Criteri di qualificazione
Il sistema di qualificazione atletica 2024 è basato su standard di qualificazione prestabiliti (minima) e sulle classifiche mondiali di World Athletics dette World Athletics Rankings. È stato fissato il numero massimo di iscrizioni per evento.
| Specialità                  | Uomini            | Donne             | Numero massimo di atleti |
| --------------------------- | ----------------- | ----------------- | ------------------------ |
| 100 metri piani             | 10"00             | 11"07             | 56                       |
| 200 metri piani             | 20"16             | 22"57             | 48                       |
| 400 metri piani             | 45"00             | 50"95             | 48                       |
| 800 metri piani             | 1'44"70           | 1'59"30           | 48                       |
| 1500 metri piani (miglio)   | 3'33"50 (3'50"40) | 4'02"50 (4'20"90) | 45                       |
| 5000 metri piani            | 13'05"00          | 14'52"00          | 42                       |
| 10000 metri piani           | 27'00"00          | 30'40"00          | 27                       |
| Maratona                    | 2h11'30"          | 2h29'30"          | 80                       |
| Marcia 20 km                | 1h20'10"          | 1h29'20"          | 48                       |
| 100 metri ostacoli          | –                 | 12"77             | 40                       |
| 110 metri ostacoli          | 13"27             | –                 | 40                       |
| 400 metri ostacoli          | 48"70             | 54"85             | 40                       |
| 3000 metri siepi            | 8'15"00           | 9'23"00           | 36                       |
| Salto in alto               | 2,33 m            | 1,97 m            | 32                       |
| Salto con l'asta            | 5,82 m            | 4,73 m            | 32                       |
| Salto in lungo              | 8,27 m            | 6,86 m            | 32                       |
| Salto triplo                | 17,22 m           | 14,55 m           | 32                       |
| Getto del peso              | 21,50 m           | 18,80 m           | 32                       |
| Lancio del disco            | 67,20 m           | 64,50 m           | 32                       |
| Lancio del martello         | 78,20 m           | 74,00 m           | 32                       |
| Lancio del giavellotto      | 85,50 m           | 64,00 m           | 32                       |
| Decathlon                   | 8 460 p.          | –                 | 24                       |
| Eptathlon                   | –                 | 6 480 p.          | 24                       |
| Staffetta 4×100 metri       | –                 | –                 | 16                       |
| Staffetta 4×400 metri       | –                 | –                 | 16                       |
| Staffetta 4×400 metri mista | –                 | –                 | 16                       |

Ogni nazione può iscrivere per ogni singola prova individuale un numero massimo di tre atleti, con la possibilità di portare un quarto atleta come riserva. Nelle staffette ogni nazionale può essere rappresentata da una sola squadra.
Per partecipare ai Giochi olimpici di Parigi 2024, gli atleti devono aver ottenuto, durante il periodo di qualificazione che va dal 1º luglio 2023 al 30 giugno 2024, una prestazione uguale o migliore a quella indicata come minimo dalla World Athletics, riportata nella tabella soprastante.
Per la maratona il periodo di qualificazione va dal 1º novembre 2022 al 30 aprile 2024 e si qualificano ai Giochi anche i primi 5 arrivati alle maratone del circuito World Athletics Gold Label Marathons 
Per le gare dei 10 000 metri piani, marcia 20 km e prove multiple (eptathlon e decathlon, il periodo di qualificazione va dal 31 dicembre 2022 al 30 giugno 2024.

## Partecipazione
L'invasione dell’Ucraina da parte della Russia nel febbraio 2022 ha portato la comunità mondiale a sospendere Mosca da tutte le competizioni internazionali. Oltre alla Russia, il CIO ha ritirato l'invito ai Giochi anche alla Bielorussia, stato fiancheggiatore di Mosca. Il CIO ha autorizzato alcuni atleti a partecipare a titolo individuale, sentite le Federazioni internazionali. 
World Athletics non ha acconsentito alla partecipazione di alcun atleta russo o bielorusso.

## Programma
Il programma delle gare di atletica leggera, aggiornato al 2023, prevede il seguente calendario. Gli orari sono indicati con l'ora locale di Parigi (UTC+2)
| Data              | Orario                  | Gare                              | Turno                         |
| ----------------- | ----------------------- | --------------------------------- | ----------------------------- |
| 1 agosto mattina  | 7:30                    | 20 km marcia uomini               | Finale                        |
| 1 agosto mattina  | 9:20                    | 20 km marcia donne                | Finale                        |
| 2 agosto mattina  | 10:05                   | Decathlon: 100 metri              | Batterie                      |
| 2 agosto mattina  | 10:10                   | Lancio del martello uomini        | Qualificazioni gruppo A       |
| 2 agosto mattina  | 10:15                   | Salto in alto donne               | Qualificazioni gruppo A + B   |
| 2 agosto mattina  | 10:35                   | 100 metri donne                   | Batterie preliminari          |
| 2 agosto mattina  | 10:55                   | Decathlon: salto in lungo         | gruppo A + B                  |
| 2 agosto mattina  | 11:05                   | 1500 metri uomini                 | Primo turno                   |
| 2 agosto mattina  | 11:35                   | Lancio del martello uomini        | Qualificazioni gruppo B       |
| 2 agosto mattina  | 11:50                   | 100 metri donne                   | Batterie eliminatorie         |
| 2 agosto mattina  | 12:10                   | Decathlon: getto del peso         | gruppo A + B                  |
| 2 agosto sera     | 18:05                   | Decathlon: salto in alto          | Batterie eliminatorie         |
| 2 agosto sera     | 18:10                   | 5000 metri donne                  | Primo turno                   |
| 2 agosto sera     | 18:15                   | Salto triplo donne                | Qualificazioni gruppo A + B   |
| 2 agosto sera     | 18:55                   | Lancio del disco donne            | Qualificazione gruppo A       |
| 2 agosto sera     | 19:10                   | Staffetta 4 x 400 metri mista     | Batterie eliminatorie         |
| 2 agosto sera     | 19:45                   | 800 metri donne                   | Batterie eliminatorie         |
| 2 agosto sera     | 19:50                   | Getto del peso uomini             | Qualificazioni gruppo A + B   |
| 2 agosto sera     | 20:20                   | Lancio del disco donne            | Qualificazioni gruppo B       |
| 2 agosto sera     | 20:45                   | Decathlon: 400 metri              | Batterie                      |
| 2 agosto sera     | 21:20                   | 10.000 metri uomini               | Finale                        |
| 3 agosto mattina  | 10:05                   | Decathlon: 110 metri ostacoli     | Batterie                      |
| 3 agosto mattina  | 10:10                   | Salto con l'asta uomini           | Qualificazioni gruppo A + B   |
| 3 agosto mattina  | 10:35                   | 100 metri uomini                  | Batterie preliminari          |
| 3 agosto mattina  | 10:55                   | Decathlon: lancio del disco       | gruppo A                      |
| 3 agosto mattina  | 11:10                   | 800 metri donne                   | Turno di recupero             |
| 3 agosto mattina  | 11:45                   | 100 metri uomini                  | Batterie eliminatorie         |
| 3 agosto mattina  | 12:00                   | Decathlon: lancio del disco       | gruppo B                      |
| 3 agosto mattina  | 11:45                   | Decathlon: salto con l’asta       | gruppo A + B                  |
| 3 agosto sera     | 19:10                   | Decathlon: lancio del giavellotto | Gruppo A                      |
| 3 agosto sera     | 19:45                   | Getto del peso uomini             | Finale                        |
| 3 agosto sera     | 19:55                   | 100 metri donne                   | Semifinali                    |
| 3 agosto sera     | 20:10                   | Decathlon: lancio del giavellotto | gruppo B                      |
| 3 agosto sera     | 20:20                   | Salto triplo donne                | Finale                        |
| 3 agosto sera     | 20:25                   | 1500 metri uomini                 | Semifinali                    |
| 3 agosto sera     | 21:00                   | Staffetta 4×400 metri mista       | Finale                        |
| 3 agosto sera     | 21:20                   | 100 metri donne                   | Finale                        |
| 3 agosto sera     | 21:43                   | Decathlon: 1500 metri uomini      | Finale                        |
| 4 agosto mattina  | 10:05                   | 3000 metri siepi donne            | Batterie eliminatorie         |
| 4 agosto mattina  | 10:20                   | Lancio del martello donne         | Qualificazioni gruppo A       |
| 4 agosto mattina  | 10:55                   | 200 metri donne                   | Batterie eliminatorie         |
| 4 agosto mattina  | 11:00                   | Salto in lungo uomini             | Qualificazioni gruppo A + B   |
| 4 agosto mattina  | 11:45                   | Lancio del martello donne         | Qualificazioni gruppo B       |
| 4 agosto mattina  | 11:50                   | 110 metri ostacoli uomini         | Batterie eliminatorie         |
| 4 agosto mattina  | 12:35                   | 400 metri ostacoli donne          | Batterie eliminatorie         |
| 4 agosto sera     | 19:05                   | 400 metri uomini                  | Batterie eliminatorie         |
| 4 agosto sera     | 19:15                   | 100 metri uomini                  | Semifinali                    |
| 4 agosto sera     | 19:50                   | Salto in alto donne               | Finale                        |
| 4 agosto sera     | 20:30                   | Lancio del martello uomini        | Finale                        |
| 4 agosto sera     | 20:35                   | 800 metri donne                   | Semifinali                    |
| 4 agosto sera     | 21:10                   | 1500 metri uomini                 | Semifinali                    |
| 4 agosto sera     | 21:50                   | 100 metri uomini                  | Finale                        |
| 5 agosto mattina  | 10:10                   | 400 metri ostacoli uomini         | Batterie eliminatorie         |
| 5 agosto mattina  | 10:10                   | Lancio del disco uomini           | Qualificazioni gruppo A       |
| 5 agosto mattina  | 10:40                   | Salto con l’asta donne            | Qualificazioni gruppo A + B   |
| 5 agosto mattina  | 10:50                   | 400 metri ostacoli donne          | Turno di recupero             |
| 5 agosto mattina  | 11:20                   | 400 metri uomini                  | Turno di recupero             |
| 5 agosto mattina  | 11:35                   | Lancio del disco uomini           | Qualificazioni gruppo B       |
| 5 agosto mattina  | 11:55                   | 400 metri donne                   | Batterie elimnatorie          |
| 5 agosto mattina  | 11:20                   | 200 metri donne                   | Turno di recupero             |
| 5 agosto sera     |                         |                                   |                               |
| 19:05             | Salto con l’asta uomini | Finale                            |                               |
| 19:10             | 3000 metri siepi uomini | Batterie eliminatorie             |                               |
| 20:05             | 200 metri uomini        | Batterie eliminatorie             |                               |
| 20:35             | Lancio del disco donne  | Finale                            |                               |
| 20:55             | 200 metri donne         | Semifinali                        |                               |
| 21:20             | 5000 metri donne        | Finale                            |                               |
| 21:50             | 800 metri donne         | Finale                            |                               |
| 6 agosto mattina  | 10:05                   | 1500 metri donne                  | Batterie eliminatorie         |
| 6 agosto mattina  | 10:20                   | Lancio del giavellotto uomini     | Qualificazione gruppo A       |
| 6 agosto mattina  | 10:50                   | 110 metri ostacoli uomini         | Turno di recupero             |
| 6 agosto mattina  | 11:15                   | Salto in lungo donne              | Qualificazione gruppo A + B   |
| 6 agosto mattina  | 11:20                   | 400 metri donne                   | Turno di recupero             |
| 6 agosto mattina  | 11:50                   | Lancio del giavellotto uomini     | Qualificazioni gruppo B       |
| 6 agosto mattina  | 12:00                   | 400 metri ostacoli uomini         | Turno di recupero             |
| 6 agosto mattina  | 12:30                   | 200 metri uomini                  | Turno di recupero             |
| 6 agosto sera     | 19:45                   | 400 metri ostacoli donne          | Semifinali                    |
| 6 agosto sera     | 20:02                   | Lancio del martello donne         | Finale                        |
| 6 agosto sera     | 20:20                   | Salto in lungo uomini             | Finale                        |
| 6 agosto sera     | 20:00                   | 400 metri uomini                  | Semifinali                    |
| 6 agosto sera     | 21:00                   | 1500 metri uomini                 | Finale                        |
| 6 agosto sera     | 21:20                   | 3000 siepi donne                  | Finale                        |
| 6 agosto sera     | 21:50                   | 200 metri donne                   | Finale                        |
| 7 agosto mattina  | 7:30                    | 35 km marcia a squadre mista      | Finale                        |
| 7 agosto mattina  | 10:10                   | Salto in alto uomini              | Qualificazioni gruppo A + B   |
| 7 agosto mattina  | 10:15                   | 100 metri ostacoli donne          | Batterie                      |
| 7 agosto mattina  | 10:25                   | Lancio del giavellotto donne      | Qualificazioni gruppo A       |
| 7 agosto mattina  | 11:00                   | 5000 metri uomini                 | Batterie                      |
| 7 agosto mattina  | 11:45                   | 800 metri uomini                  | Batterie                      |
| 7 agosto mattina  | 11:50                   | Lancio del giavellotto donne      | Qualificazioni gruppo B       |
| 7 agosto mattina  | 12:35                   | 1500 metri donne                  | Batterie                      |
| 7 agosto sera     | 18:30                   | Decathlon: salto in alto          | Decathlon: salto in alto      |
| 7 agosto sera     | 19:05                   | Salto con l’asta donne            | Finale                        |
| 7 agosto sera     | 19:10                   | 110 metri ostacoli uomini         | Semifinali                    |
| 7 agosto sera     | 19:25                   | Salto triplo uomini               | Qualificazione gruppo A + B   |
| 7 agosto sera     | 19:40                   | 400 metri ostacoli uomini         | Semifinale                    |
| 7 agosto sera     | 20:07                   | 200 metri uomini                  | Semifinali                    |
| 7 agosto sera     | 20:30                   | Lancio del disco uomini           | Finale                        |
| 7 agosto sera     | 20:45                   | 400 metri donne                   | semifinali                    |
| 7 agosto sera     | 21:20                   | 400 metri uomini                  | Finale                        |
| 7 agosto sera     | 21:20                   | 3000 siepi uomini                 | Finale                        |
| 8 agosto mattina  | 9:00                    | Decathlon: 110 metri ostacoli     | Decathlon: 110 metri ostacoli |
| 8 agosto mattina  | 10:05                   | Eptathlon: 100 metri ostacoli     | Eptathlon: 100 metri ostacoli |
| 8 agosto mattina  | 10:25                   | Getto del peso donne              | Qualificazioni gruppo A + B   |
| 8 agosto mattina  | 10:35                   | 100 metri ostacoli donne          | Turno di recupero             |
| 8 agosto mattina  | 11:05                   | Eptathlon: Salto in alto          | Eptathlon: Salto in alto      |
| 8 agosto mattina  | 11:10                   | Staffetta 4×100 metri donne       | Batterie eliminatorie         |
| 8 agosto mattina  | 11:35                   | Staffetta 4×100 metri uomini      | Batterie eliminatorie         |
| 8 agosto mattina  | 12:00                   | 800 metri uomini                  | Turno di recupero             |
| 8 agosto sera     | 16:30                   | Marcia 20 km uomini               | Finale                        |
| 8 agosto sera     | 19:05                   | Eptathlon: getto del peso         | Eptathlon: getto del peso     |
| 8 agosto sera     | 20:00                   | Salto in lungo donne              | Finale                        |
| 8 agosto sera     | 20:05                   | 1500 metri donne                  | Semifinali                    |
| 8 agosto sera     | 20:30                   | Lancio del giavellotto uomini     | Finale                        |
| 8 agosto sera     | 20:35                   | Eptathlon:200 metri               | Eptathlon:200 metri           |
| 8 agosto sera     | 21:05                   | 400 metri ostacoli donne          | Finale                        |
| 8 agosto sera     | 21:25                   | 200 metri uomini                  | Finale                        |
| 8 agosto sera     | 21:50                   | 110 metri ostacoli uomini         | Finale                        |
| 9 agosto mattina  | 10:05                   | Eptathlon: Salto in lungo         |                               |
| 9 agosto mattina  | 10:40                   | Staffetta 4x400 donne             | Batterie eliminatorie         |
| 9 agosto mattina  | 11:05                   | Staffetta 4x400 uomini            | Batterie eliminatorie         |
| 9 agosto mattina  | 11:20                   | Eptathlon: Lancio del giavellotto | Gruppo A                      |
| 9 agosto mattina  | 11:30                   | 800 metri uomini                  | Semifinali                    |
| 9 agosto mattina  | 12:05                   | 100 metri ostacoli donne          | Semifinali                    |
| 9 agosto mattina  | 12:30                   | Eptathlon: Lancio del giavellotto | Gruppo B                      |
| 9 agosto sera     | 19:15                   | Staffetta 4x100 donne             | Finale                        |
| 9 agosto sera     | 19:30                   | Staffetta 4x100 uomini            | Finale                        |
| 9 agosto sera     | 19:40                   | Getto del peso donne              | Finale                        |
| 9 agosto sera     | 20:00                   | 400 metri donne                   | Finale                        |
| 9 agosto sera     | 20:10                   | Salto triplo uomini               | Finale                        |
| 9 agosto sera     | 20:15                   | Eptathlon: 800 metri              | Finale                        |
| 9 agosto sera     | 20:55                   | 10.000 metri donne                | Finale                        |
| 9 agosto sera     | 21:50                   | 400 metri ostacoli uomini         | Finale                        |
| 10 agosto mattina | 8:00                    | Maratona uomini                   | Finale                        |
| 10 agosto sera    | 19:05                   | Salto in alto uomini              | Finale                        |
| 10 agosto sera    | 19:30                   | 800 metri uomini                  | Finale                        |
| 10 agosto sera    | 19:40                   | Lancio del giavellotto donne      | Finale                        |
| 10 agosto sera    | 19:45                   | 100 metri ostacoli donne          | Finale                        |
| 10 agosto sera    | 20:00                   | 5000 metri uomini                 | Finale                        |
| 10 agosto sera    | 20:25                   | 1500 metri donne                  | Finale                        |
| 10 agosto sera    | 21:10                   | Staffetta 4×400 metri uomini      | Finale                        |
| 10 agosto sera    | 21:20                   | Staffetta 4×400 metri donne       | Finale                        |
| 11 agosto mattina | 8:00                    | Maratona donne                    | Finale                        |

## Medagliere
| Posizione | Paese           | Oro | Argento | Bronzo | Totale |
| --------- | --------------- | --- | ------- | ------ | ------ |
| 1         | Stati Uniti     | 14  | 11      | 9      | 34     |
| 2         | Kenya           | 4   | 2       | 5      | 11     |
| 3         | Canada          | 3   | 1       | 1      | 5      |
| 4         | Paesi Bassi     | 2   | 1       | 3      | 6      |
| 5         | Spagna          | 2   | 1       | 1      | 4      |
| 6         | Norvegia        | 2   | 1       | 0      | 3      |
| 7         | Gran Bretagna   | 1   | 4       | 5      | 10     |
| 8         | Giamaica        | 1   | 3       | 2      | 6      |
| 9         | Etiopia         | 1   | 3       | 0      | 4      |
| 10        | Australia       | 1   | 2       | 4      | 7      |
| 11        | Germania        | 1   | 2       | 1      | 4      |
| 12        | Cina            | 1   | 1       | 2      | 4      |
| 13        | Belgio          | 1   | 1       | 1      | 3      |
| 14        | Saint Lucia     | 1   | 1       | 0      | 2      |
| 14        | Bahrein         | 1   | 1       | 0      | 2      |
| 14        | Uganda          | 1   | 1       | 0      | 2      |
| 14        | Ecuador         | 1   | 1       | 0      | 2      |
| 14        | Botswana        | 1   | 1       | 0      | 2      |
| 14        | Nuova Zelanda   | 1   | 1       | 0      | 2      |
| 20        | Ucraina         | 1   | 0       | 2      | 3      |
| 21        | Grecia          | 1   | 0       | 1      | 2      |
| 22        | Dominica        | 1   | 0       | 0      | 1      |
| 22        | Svezia          | 1   | 0       | 0      | 1      |
| 22        | Marocco         | 1   | 0       | 0      | 1      |
| 22        | Pakistan        | 1   | 0       | 0      | 1      |
| 22        | Rep. Dominicana | 1   | 0       | 0      | 1      |
| 22        | Giappone        | 1   | 0       | 0      | 1      |
| 28        | Sudafrica       | 0   | 2       | 0      | 2      |
| 29        | Italia          | 0   | 1       | 2      | 3      |
| 30        | Brasile         | 0   | 1       | 1      | 2      |
| 31        | Ungheria        | 0   | 1       | 0      | 1      |
| 31        | Lituania        | 0   | 1       | 0      | 1      |
| 31        | India           | 0   | 1       | 0      | 1      |
| 31        | Portogallo      | 0   | 1       | 0      | 1      |
| 31        | Francia         | 0   | 1       | 0      | 1      |
| 36        | Grenada         | 0   | 0       | 2      | 2      |
| 37        | Croazia         | 0   | 0       | 1      | 1      |
| 37        | Zambia          | 0   | 0       | 1      | 1      |
| 37        | Polonia         | 0   | 0       | 1      | 1      |
| 37        | Porto Rico      | 0   | 0       | 1      | 1      |
| 37        | Algeria         | 0   | 0       | 1      | 1      |
| 37        | Rep. Ceca       | 0   | 0       | 1      | 1      |
| 37        | Qatar           | 0   | 0       | 1      | 1      |
| Totale    | Totale          | 48  | 48      | 49     | 145    |

### Esplicative
1. ↑  Possono partecipare fino a 16 squadre, non più di una per ogni comitato olimpico nazionale. Ogni squadra può essere composta da quattro atleti con l'aggiunta di un ulteriore atleta per alternare la composizione della squadra durante le varie fasi della gara e come riserva.
2. ↑  Possono partecipare fino a 16 squadre, non più di una per ogni comitato olimpico nazionale. Ogni squadra può essere composta da quattro atlete con l'aggiunta di un'ulteriore atleta per alternare la composizione della squadra durante le varie fasi della gara e come riserva.
3. ↑  Possono partecipare fino a 16 squadre, non più di una per ogni comitato olimpico nazionale. Ogni squadra può essere composta da quattro atleti (due uomini e due donne) con l'aggiunta di un massimo di due atleti (un uomo e una donna) per alternare la composizione della squadra durante le varie fasi della gara e come riserva.

### Riferimenti
1. 1 2 3 4   Minimi di qualificazione per l'atletica leggera a Parigi 2024, su olympics.com. URL consultato il 4 marzo 2024.
2. ↑   Il percorso della maratona di Parigi 2024, su parigi.it, 27 gennaio 2023.
3. ↑  (FR) La commission exécutive du CIO admet les athlètes individuels neutres aux Jeux Olympiques de Paris 2024 et impose des conditions d'admission strictes, su Olympics.com, 8 dicembre 2023. URL consultato il 10 luglio 2024.
4. ↑  (EN) Athletics timetable for the Paris 2024 Olympic Games (PDF), su assets.aws.worldathletics.org. URL consultato il 9 gennaio 2023 (archiviato dall'url originale il 24 marzo 2024).